# 베로니카 피베티
베로니카 피베티(Veronica Pivetti, 1965년 2월 19일 ~ )는 이탈리아의 배우이다.